# Pescărușul

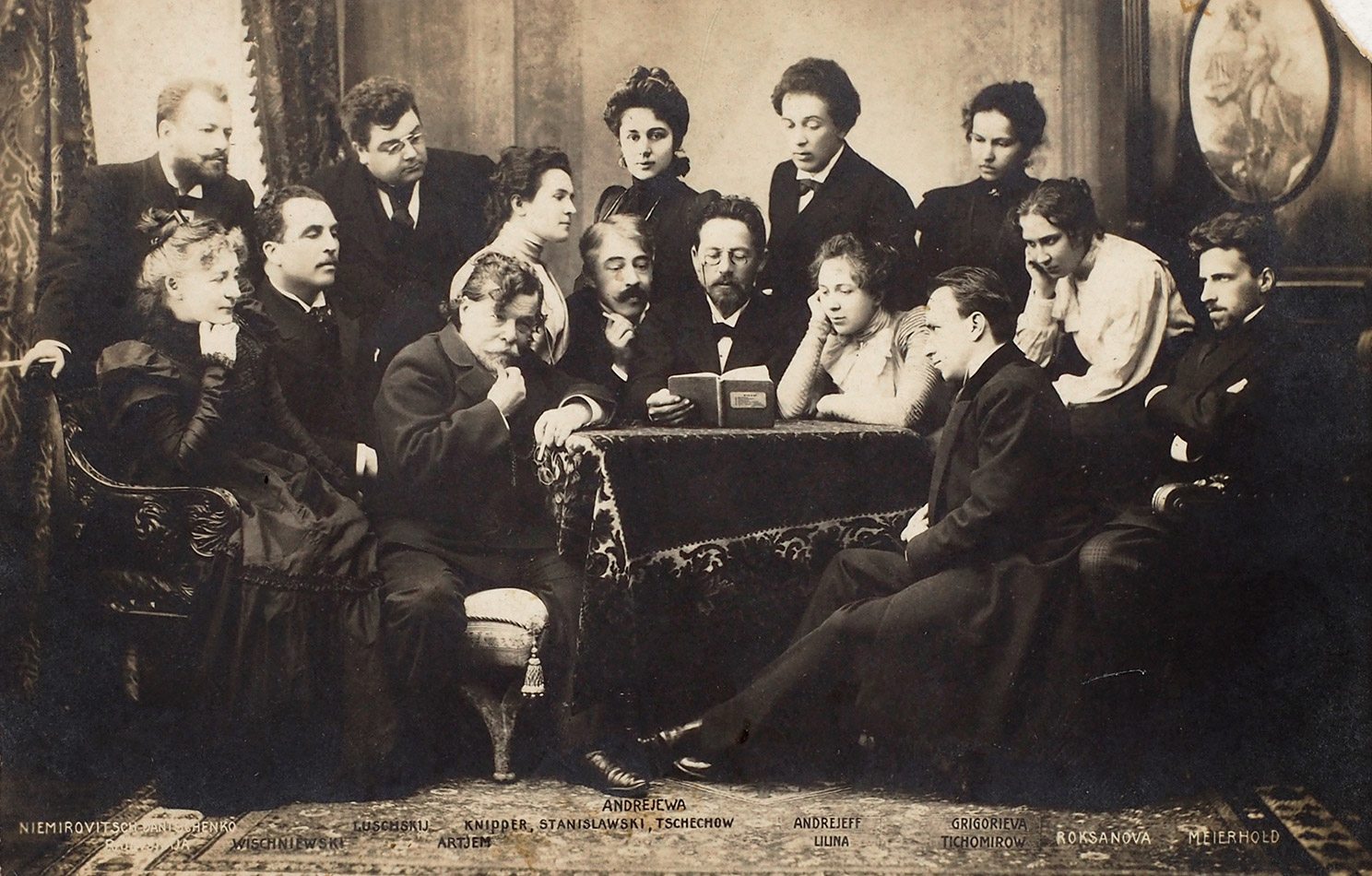
Cehov citește Pescărușul împreună cu compania Teatrul Artei Ruse. Cehov citește (în centru), Stanislavski (la stânga lui) și Meyerhold (în partea cea mai dreaptă) ascultă.

Pescărușul e prima dintre cele patru mari piese ale dramaturgului de limbă rusă, Anton Pavlovici Cehov. Piesa a fost scrisă în 1895 și a fost pentru prima dată pusă în scenă în 1896. Textul dramatizează conflictul romantic și artistic născut între 4 personaje: ingenua Nina, autoritara doamnă Irina Arkadina, fiul ei, creator de piese experimentale Konstantin Treplev și faimosul scriitor Trigorin.
La fel ca și celelalte piese ale lui Cehov, Pescărușul se bazează pe un ansamblu divers și evoluat de personaje. Spre deosebire de tendințele principalului curent teatral al secolului al XIX-lea, actele senzaționale (precum tentativa de sinucidere a lui Treplev) nu sunt prezentate pe scenă. Personajele tind să vorbească pe ocolite mai degrabă decât să se adreseze direct, o practică dramatică cunoscută ca subtext.
Piesa prezintă o relație intertextuală cu ‘Hamlet’. Arkadina și Treplev citează versuri din această piesă înainte ca piesa în piesă din primul act să aibă loc. De asemenea, găsim și foarte multe aluzii la detaliile complotului din ‘Hamlet’. De exemplu, Treplev încearcă să își recâștige mama de la  Trigorin, pe care îl consideră un uzurpator; în mod asemănător, Hamlet încearcă să o recâștige pe regina Gertrude  de la unchiul său, Claudius.
Noaptea premierei a fost un eșec total. Interpreta Ninei, Vera Komissarzhevskaya a fost atât de intimidată de ostilitatea publicului încât și-a pierdut vocea. Cehov a părăsit publicul și a stat ultimele două acte în spatele scenei. Când susținătorii i-au scris ulterior înștiințându-l că piesa a devenit  un succes, a presupus că aceștia încercau doar să fie amabili. În 1898 Constantin Stanislavski a regizat piesa pentru Teatrul de Arte din Moscova, devenind un adevărat triumf. Producția lui Stanislavski  a devenit ‘ unul dintre cele mai mari evenimente din istoria teatrului rusesc și una dintre cele mai marcante evoluții în istoria dramaturgiei mondiale’.
După achiziționarea fermei Melikhov în 1892, Cehov și-a construit o căsuță în mijlocul unei livezi, compusă din 3 camere, într-una fiind patul și în alta masa de scris. Primăvara, când vișinii înfloreau, era o plăcere să se locuiască în această căsuță, dar  iarna era o corvoadă fiind atât de îngropată în zăpadă, încât trebuiau create cărări pentru a se ajunge la ea. Într-un final, Cehov s-a mutat acolo, iar într-o scrisoare însemnată octombrie 1895 nota:
„Scriu o piesă pe care probabil nu o voi termina pâna la sfârșitul lui noiembrie. O scriu nu fără plăcere, deși mă  tem de convențiile scenei. E o comedie, există trei roluri pentru femei, șase pentru bărbați, patru acte, peisaje (priveliștea unui lac), o mulțime de conversații despre literatură,  puțină acțiune, multă iubire”
.
Astfel el conștientiza o distanțare de acțiunile dramatice tradiționale. Această distanțare va deveni o amprentă critică a teatrului cehovian. Mărturiile lui Cehov reflectă viziunea lui asupra piesei ca și comedie,  un punct de vedere pe care-l va menține asupra tuturor pieselor. După noaptea dezastruoasă a premierei, prietenul său, Aleksey Suvorin l-a mustrat acuzându-l de o atitudine ’ feminină ’ și prea ‘lașă’. Cehov a negat energic afirmând :
„De ce această calomnie? După reprezentație am luat cina la Romanovi. Pe cuvântul meu de onoare. Apoi m-am dus la culcare, am dormit sănătos și a doua zi am mers acasă fără a suspina vreo nemulțumire. Dacă aș fi fost un laș aș fi alergat de la un editor la altul și de la un actor la altul, i-aș fi implorat să fie îngăduitori și aș fi petrecut două trei săptămâni în Petersburg, agitându-mă cu ‘Pescărușul’ meu, cu emoție, cu o transpirație rece în lamentații.....Am acționat atât de rece și de responsabil precum un om care a făcut o ofertă și apoi a fost întâmpinat cu un refuz și nu mai are nimicaltceva de făcut decât să plece. Într-adevăr, vanitatea mea a fost năucită, dar știți, nu a fost o lovitură din senin. Așteptam un eșec și mă pregătisem pentru el precum te-am prevenit cu o absolută sinceritate”
.

## Personaje
- Irina Nikolaevna Arkadina, după soț, Trepleva, actriță
- Konstantin Gavrilovici Treplev, un tânăr, fiul ei
- Piotr Nikoalaevici Sorin, fratele ei
- Nina Mihailnova Zarecinaia, o tânără, fiica unui moșier bogat
- Ilia Afansievici Șamraev, locotenent în retragere, administrator la Sorin
- Polina Andreevna, soția lui
- Mașa, fiica lui
- Boris Alexeevici Trigorin, scriitor
- Evgheni Sergheevici Dorn, medic
- Semion Semionovici Medvedenko, învățător
- Iakov, argat
- Un bucătar
- O fată în casă

## Subiect

### Act I
Piesa se desfășoară pe o proprietate rurală deținută de Sorin, un fost angajat guvernamental cu o sănătate șubredă. El e fratele faimoasei actrițe Arkadina, care tocmai a sosit pe moșie împreună cu iubitul ei, Trigorin, pentru o scurtă vacanță. În acest act, oamenii care stau pe moșia lui Sorin se întrunesc pentru a viziona o piesă pe care fiul Arkadinei, Treplev a scris-o și a regizat-o. În piesa din interiorul piesei joacă Nina, o fată tânără care locuiește pe o moșie învecinată.
Piesa e ultima tentativă de a crea o nouă formă teatrală și  presupune  o bogată  simbolistică. În actul I se conturează și multele triunghiuri romantice ale piesei. Profesorul Medvedenko o iubește pe Mașa, fiica administratorului moșiei; Mașa, în schimb e îndrăgostită de Treplev, care, la rândul lui, o curtează pe Nina .

### Act II
Actul II se desfășoară după masa în afara proprietății, câteva zile mai tarziu. După reminiscențe ale unor vremuri mai fericite, Arkadina îl atrage pe administratorul moșiei Șamrayev într-o dispută, și decide să plece imediat. Nina tânjește după grupul care  pleacă iar între timp Treplev apare și îi dă un pescăruș pe care l-a împușcat. Nina e confuză și terifiată la acest gest. Treplev îl vede pe Trigorin apropiindu-se motiv pentru care pleacă gelos. Nina îl întreabă pe Trigorin despre  viața de scriitor. El argumentează că nu e ușoară deloc. Nina adaugă că știe despre dificultatea vieții de actriță, dar și-ar dori foarte mult să devină una.Trigorin remarcă pescărușul ucis de Treplev și jonglează cu ideea folosirii lui ca subiect pentru o nuvelă.

### Act III
Actul III se desfășoară în interiorul moșiei în ziua în care Arkadina și Trigorin au hotărât să plece. Între acte, Treplev a avut o tentativă de sinucidere, dar glonțul i-a rănit doar craniul. Nina îi oferă un medalion lui Trigorin care îi proclamă devotamentul față de el prin citate tocmai din cartea lui :"dacă vreodata vei avea nevoie de viața mea, vino și ia-o!" .Apare Arkadina urmată de Sorin, a cărui sănătate se deteriorează tot mai mult. Are loc o scurtă discuție între Arkadina și Sorin după care Sorin se prăbușește de suferință. E ajutat să se ridice de către Medvedenko. Treplev intră și o roagă pe mama lui să-i schimbe bandajul. În acest timp, el îl discreditează pe Trigorin și se stârnește o nouă dispută. La dorința lui Trigorin de a mai ramâne pe moșie, Arkadina argumentează insistent, obținând acordul lui de a se reîntoarce la Moscova.
Nina vine să își ia un ultim rămas bun de la Trigorin și să-l informeze că a luat decizia să fugă și să devină actriță în pofida opoziției părinților ei la acestea. Se sărută pasional și fac planuri pentru o întâlnire în Moscova.

### Act IV
Actul IV are loc pe timp de iarnă, doi ani mai târziu, în salonul care este transformat în camera de studiu a lui Treplev. Mașa a acceptat în sfârșit cererea în căsătorie a lui Medvedenko și au un copil împreună, deși Mașa încă nutrește o iubire zadarnică pentru Treplev. Diverse personaje discută despre ce s-a întâmplat în răstimpul de doi ani: Nina și Trigorin au locuit pentru un timp, împreună, în Moscova până când el a abandonat-o reîntorcându-se la Arkadina. Nina niciodată nu a atins un succes răsunător ca actriță și, pentru moment, e într-un turneu în provincie cu o mică trupă de teatru. Treplev și-a publicat câteva povestiri, dar e mereu deprimat. Sănătatea lui Sorin e tot mai șubredă, iar oamenii de pe moșie i-au telegrafiat Arkadieni să vină să asiste la ultimele lui zile. Majoritatea personajelor pleacă în camera de studiu pentru a juca bingo; Treplev nu îi însoțește, în schimb își petrece timpul lucrând la manuscrisul lui. După ce grupul părăsește încăperea pentru a cina, Treplev aude bătăi în ușă. Este surprins la vederea Ninei. Nina îi povestește despre viața ei din ultimii doi ani. Începe să se compare pescărușului pe care Treplev l-a ucis în Actul II, apoi respinge această asemănare și afirmă: ‘sunt actriță !’.Îi spune lui că a fost nevoită să meargă în turneu cu un teatru de mâna a doua după moartea copilului pe care l-a avut cu Trigorin, dar pare să-și fi găsit o nouă liniște. Treplev insistă ca ea să rămână dar e foarte râvășită. Îl îmbrățișează pe Treplev și apoi pleacă. Deznădăjduit, Treplev petrece două minute în liniște , distrugând manuscrisul înainte să părăsească încăperea. Grupul revine și se reîntoarce la jocul de bingo. Brusc, se aude o împușcătură în afara scenei, iar Dorn merge să investigheze. Se reîntoarce și îl ia pe Trigorin de-o parte, anunțându-l ca Treplev tocmai s-a sinucis (cu toate acestea, Cehov încheie strategic, în coadă de pește lăsând să ne întrebăm dacă chiar s-a sinucis sau glonțul nu a fost fatal.)

## Reprezentații
Premiera din St.Petersburg
Data de 17 octombrie 1896, noaptea premierei piesei "Pescărușul" la teatrul Alexandrinsky din Petersburg, a reprezentat un dezastru total, spectacolul fiind huiduit de către public. Ostila audiență a intimidat-o pe Vera Komissarzhevskaya, pe care unii o considerau drept cea mai bună actriță din Rusia și care, potrivit lui Cehov, a provocat lacrimi oamenilor în timpul repetițiilor. Acum își pierduse vocea. A doua zi, Cehov, care se refugiase pentru ultimele două acte în spatele scenei, l-a anunțat pe Suvorin că nu va mai scrie deloc piese. Când susținătorii l-au asigurat că reprezentațiile ulterioare au avut un succes mai mare, Cehov a presupus că aceștia erau doar amabili. "Pescărușul" l-a impresionat atât de mult pe prietenul lui, Vladimir Nemirovici-Dancenko dramaturg și el, încât a afirmat că Cehov ar fi trebuit să câștige el însuși premiul Griboyedov acordat lui în acel an.
Producția de la Tetrul de Arte din Moscova
Nemirovich a depășit refuzul lui Cehov de a permite montarea piesei în Moscova și l-a convins pe Stanislavski să o regizeze pentru Teatrul de Arte din Moscova, creat în 1898 ca teatru inovator. Stanislavski a pregătit indicații regizorale detaliate. Prin abordarea lor se dorea facilitarea expresiilor interioare pe care Stanislavski le-a perceput  ca fiind mascate în subtextul piesei. Indicațiile acestea au fost publicate în 1938.
Stanislavski l-a jucat pe Trigorin, în timp ce Vsevolod Meyerhold, viitorul regizor și practician pe care Stanislavski pe patul de moarte l-a declarat ‘singurul moștenitor întru  teatru’ l-a jucat pe Treplev. Olga Knipper (viitoarea soție a lui Cehov) a jucat rolul Arkadinei. Producția a fost lansată pe 17 decembrie 1898. Majoritatea actorilor au fost ușor tranchilizați cu picături de valeriană. Într-o scrisoare către Cehov, cineva din public descria cum:
„ “În primul act, ceva special s-a declanșat, dacă poți descrie așa entuziasmul publicului, care începea să tot crească”
. Majoritatea mergeau prin auditorium și printre coridoare cu expresii ciudate, părând că era ziua lor și într-adevar (Doamne Dumnezeule, nu glumesc !) era perfect posibil să mergi la o femeie complet necunoscută și să-i spui :’Ce mai piesa! Nu-i așa ?’ ‘’
Nemirovici a descris aplauzele care au venit după o liniște prelungită precum o explozie bruscă. Producția s-a bucurat de o apreciere unanimă din partea presei.
Doar pe 1 mai 1899 Cehov a ajuns să vadă producția, într-o reprezentație fără decoruri, dar cu machiaj și costume, la Teatrul Paradiz. A apreciat producția, dar a fost mai puțin pătruns de reprezentația lui Stanislavski. A obiectat la tonul ‘timid ‘ din interpretarea lui Trigorin și l-a implorat pe Nemirovici să ’pună puțin spirit în el’. A propus ca piesa să fie publicată cu indicațiile de regie ale lui Stanislavski. Colaborarea lui Cehov cu Stanislavski s-a dovedit a fi crucială în evoluția creativă a celor doi. Atenția lui Stanislavski asupra realismului psihologic și a subtilităților ascunse din piesă au reînviat interesul lui Cehov de a scrie pentru scenă. Refuzul lui Cehov de a explica pe marginea scenariului l-a silit pe Stanislavski să sape mai adânc în structura textului, în feluri inovatoare în teatru. Teatrul de Arte din Moscova poartă pescărușul ca emblemă, celebrând producția istorică care i-a dat practic identitatea .

## Producții recente
Teatrul Public Joseph Papp a prezentat "Pescărușul" ca parte integrantă a Festivalului Shakespeare din New York (25 iulie 2001 - 26 august 2001). Producția regizată de Mike Nichols i-a avut în distribuție pe Meryl Streep în rolul Arkadinei, Christopher Walken (Sorin), Philip Seymour Hoffman (Treplev), John Goodman (Shamrayev), Marcia Gay Harden (Masha), Kevin Kline (Trigorin), Debra Monk ( Polina), Stephen Spinella ( Medvedenko) și Natalie Portman în rolul Ninei.
La începutul anului 2007 Royal Court Theatre a montat "Pescărușul" avându-i în rolurile protagoniștilor pe Kristin Scott Thomas (Arkadina), Mackenzie Crook (Treplev) și Carey Mulligan (Nina). Producția a fost regizată de Ian Rickson și a primit critici foarte bune, inclusiv aprecierea piesei ca fiind "practic perfectă". S-a jucat din 18 ianuarie până pe 17 martie aducându-i actriței Scott Thomas premiul Olivier pentru prestația rolului ei.
O producție mai recentă e cea de la Royal Shakespeare Company, care a realizat și un turneu internațional. Romola Garai, cea care a interpretat-o pe Nina într-o manieră cu totul specială s-a bucurat de aprecieri incredibile. The Independent a numit-o "o femeie pe culmile succesului", iar This is London a apreciat-o la superlativ susținând că piesa s-a distins prin introspecții psihologice relevante.
Classic Stage Company din New York a reînviat piesa pe 13 martie 2008 în traducerea lui Paul Schmidt și regia lui Viaceslav Dolgacev. Această producție e remarcabilă pentru distribuția lui Dianne Wiest în rolul Arkadinei și a lui Alan Cumming în rolul lui Trigorin.

## Vezi și
- Pescărușul (film din 1972)
- Pescărușul (film)